# Даскал-Атанасово
Да́скал-Атана́сово (болг. Даскал-Атанасово) — село в Старозагорській області Болгарії. Входить до складу общини Раднево.

## Населення
За даними перепису населення 2011 року у селі проживали 316 осіб.
Національний склад населення села:
| Національність   | Кількість осіб | Відсоток |
| ---------------- | -------------- | -------- |
| болгари          | 286            | 93,2%    |
| турки            | 21             | 6,8%     |
| цигани           | 0              | 0%       |
| інша             | 0              | 0%       |
| не визначились   | 0              | 0%       |
| Всього відповіли | 307            |          |

Розподіл населення за віком у 2011 році:
Динаміка населення: